# 諾索·安諾茲
諾索·安諾茲（英語：Nonso Anozie，/ˈnɒnsoʊ əˈnoʊzieɪ/;1978年11月17日—）是一名英國演員，曾在舞台劇、電影和電視上活躍。他以在搖滾黑幫中扮演坦克，在《安德的遊戲》中飾演Dap中士，在《Zoo》中扮演亞伯拉罕·肯雅塔，在《仙履奇緣中》擔任警衛隊長以及在HBO電視連續劇《冰與火之歌：權力遊戲》中扮演札羅·贊旺·達梭斯（Xaro Xhoan Daxos）而聞名。

## 早期生活
Anozie出生於英國倫敦的尼日利亞伊博族血統。他於2002年畢業於中央演講和戲劇學院，並於同年夏天出演威廉·莎士比亞的小說改編電影《李爾王》中飾演奧賽羅，而獲得2004年伊恩·查爾森獎。

## 外部連結
- 諾索·安諾茲在互联网电影资料库（IMDb）上的資料（英文）